# Stadio Olimpico (Montréal)
Lo Stadio Olimpico di Montréal (in francese Stade olympique de Montréal), in Canada, è un impianto sportivo che fu costruito per ospitare i giochi della XXI Olimpiade che si tennero a Montréal.
È il primo stadio della storia con tetto retrattile, tecnologia in seguito ripresa per la costruzione di analoghi impianti, soprattutto in Asia e negli Stati Uniti.
Successivamente ai Giochi è diventato lo stadio di casa delle squadre di Montréal di baseball professionistico e di football canadese, gli Expos e gli Alouettes. Questi ultimi si trasferirono in un altro impianto nel 1986, così da quando gli Expos si sono spostati a Washington nel 2004, diventando i Washington Nationals, lo stadio non ospita stabilmente più una squadra importante e i problemi finanziari e strutturali derivanti lo hanno portato nella lista degli "elefanti bianchi", espressione che in inglese viene attribuita a beni di grande valore i cui costi non sono compensati dai benefici che danno.
Al momento serve come impianto polivalente da 56.040 posti per eventi speciali (per esempio concerti, fiere internazionali) durante i mesi non invernali e continua a fare da stadio per le partite con maggior seguito degli Alouettes e della squadra di calcio locale, il Club de Foot Montréal. La torre inclinata, chiamata La tour de Montréal con i suoi 175 metri è la torre inclinata più alta del mondo e fa parte della World Federation of Great Towers (Federazione mondiale delle grandi torri).
Molti lo considerano uno degli stadi maggiormente riconoscibili al mondo così come uno dei paesaggi più riconoscibili del Canada.
Ben al di sopra del suo preventivo iniziale, lo stadio compiuto è costato 770 milioni di dollari. A tutto il 2006, il costo totale comprendente riparazioni, modifiche ed interessi pagati è salito a 1,47 miliardi di dollari. Sono serviti 30 anni di tasse per pagarne i costi, portandone il soprannome a "Il grande debito" (The Big Owe), un gioco di parole sul soprannome ufficiale di "La grande O" (The big O).

## La storia

### Il progetto iniziale
Lo stadio fu progettato dall'architetto francese Roger Taillibert per essere dotato di un tetto telescopico che sarebbe stato aperto e chiuso da una torre alta 175 metri, la struttura inclinata più alta del mondo, 6 metri più alta del Washington Monument ed il sesto edificio per altezza a Montréal.
Sotto questa torre si trova una piscina olimpica. In un edificio simile alla piscina fu collocato un velodromo olimpico, che poi venne convertito nel Biodome di Montréal, un museo naturale coperto. L'edificio fu costruito per essere lo stadio principale dei Giochi della XXI Olimpiade. Nello stadio si tennero vari eventi, tra cui le cerimonie di apertura e di chiusura, le gare di atletica, le finali di calcio, e qualche evento equestre.

### La costruzione
Quando la costruzione era già a buon punto, uno sciopero portò a gravi ritardi nella costruzione della torre. Il tetto rimase in un magazzino in Francia fino al 1982. Fu solo nel 1987, con più di un decennio di ritardo, che sia la torre che il tetto in kevlar furono ultimati, completando ufficialmente la costruzione dello stadio così come era stato progettato inizialmente.

### Il finanziamento dello stadio
Nonostante le proiezioni iniziali del 1970 prevedevano che i costi di costruzione dello stadio sarebbero ammontati a 134 milioni di dollari canadesi, scioperi e ritardi nella costruzione portartono ad un aumento di questi costi: quando lo stadio venne inaugurato (in una forma non completa) si erano raggiunti i 264 milioni di C$.
Il governo del Québec introdusse una particolare tassa sul tabacco nel maggio del 1976 per aiutare a recuperare i propri investimenti. Fino al 2006 la somma totale dei contributi all'Olympic Installations Board fu per l'8% proveniente dalle tasse sulla vendita delle sigarette. Nel 1976 La "legge speciale sul tabacco del 1976" stabilì che una volta che lo stadio fosse stato pagato, la proprietà dell'impianto sarebbe stata restituita alla città di Montréal.
Nel dicembre 2006 il costo dello stadio venne finalmente finito di pagare, il costo totale (incluse riparazioni, restauri, costruzione, interessi ed inflazione) ammontò a 1,4 miliardi di C$.
Sentito da molti come un "elefante bianco", lo stadio, il cui soprannome ufficiale è "La grande O" (The big O), è stato anche soprannominato "Il grande debito" (The Big Owe), "Il grande oh-oh" (The Big Uh-O) ed "Il grande sbaglio" (The Big Mistake). Nel discorso che annunciava che Montréal avrebbe ospitato le Olimpiadi, l'allora sindaco di Montréal, Jean Drapeau, viene ricordato per aver detto "Le Olimpiadi non possono più avere un deficit come un uomo non può avere un bambino". Questa citazione, oggi famosa, viene spesso parodiata dagli abitanti.

### Problemi continui
Anche se non completato in tempo per i Giochi, la costruzione per finire la torre ricominciò negli anni ottanta. Negli stessi anni tuttavia un grande incendio danneggiò la torre e successivamente, nel 1986, un grosso pezzo della torre cadde sul campo da gioco durante una partita di baseball.
Il tetto di kevlar, di colore arancione, subito dopo essere stato installato nel 1987 si strappò in parecchie occasioni a causa di un difetto di progettazione. Nei mesi che seguirono subì ulteriori strappi e ogni volta che pioveva le "scuciture" facevano addirittura entrare l'acqua nello stadio.
Lo Stadio Olimpico fu ulteriormente ristrutturato nel 1991, e vennero rimossi 12.000 posti per le partite degli Expos.

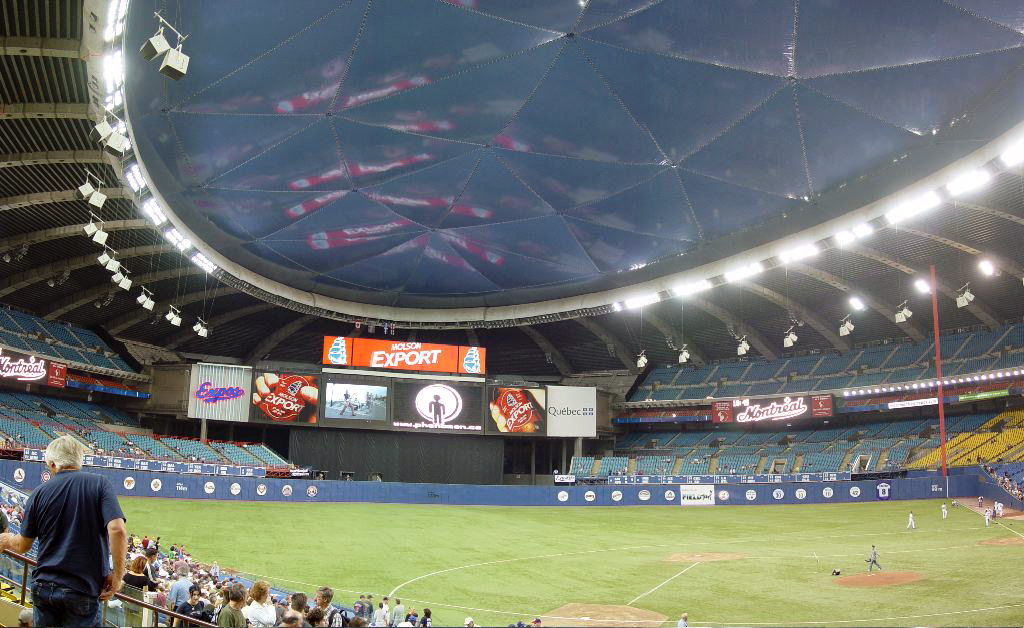
Il tetto blu fisso

L'8 settembre di quell'anno, le travi di sostegno si spezzarono in un sol colpo e fecero cadere sul marciapiede esterno una lastra di cemento da 55 tonnellate. Non ci furono feriti ma gli Expos dovettero spostare le ultime 13 partite casalinghe della stagione in altre città. Per la stagione 1992, venne deciso di mantenere chiuso il tetto tutte le volte. Il tetto di kevlar venne rimosso nel maggio 1998 trasformando così lo stadio in uno stadio all'aperto per tutta la stagione 1998. Successivamente venne installato un tetto fisso, blu opaco, da 26 milioni di C$.
Nel gennaio 1999, una parte di tetto di 350 metri quadrati collassò gettando ghiaccio e neve sugli operai che stavano preparando l'annuale Salone dell'Auto di Montréal. Ciò ha indotto l'esposizione automobilistica a lasciare lo stadio olimpico per sicurezza. Riparato ancora una volta, il tetto è stato modificato per reagire meglio alle condizioni invernali. Sono stati installati dei tubi per fare circolare acqua riscaldata sotto il tetto, per sciogliere la neve. Malgrado queste contromisure rimane precauzionalmente chiuso durante i giorni con forti nevicate.
La condizione dello stadio è stata di grave sofferenza all'inizio del XXI secolo. Durante gli ultimi anni degli Expos a Montréal si ricoprì di un particolato carbonioso. Gran parte del calcestruzzo si è scheggiato, macchiato e sporcato.
Nel marzo 2006 venne preso in considerazione la sostituzione con un terzo tetto.
A causa della sua costosa manutenzione, dei continui problemi strutturali e persa la sua funzione principale di stadio di baseball di una serie professionistica, di recente è stata presa in considerazione l'idea di demolire lo stadio. È stato stimato che la demolizione verrebbe a costare 500 milioni di dollari, a causa della complessità della struttura e della sua vicinanza alla metropolitana.

## L'utilizzo post-olimpico

### Football
Gli Alouettes de Montréal della Canadian Football League sono stati i principali utilizzatori dello stadio nel periodo successivo alle Olimpiadi, spostandovi le proprie partite in casa dalla stagione 1976 a quella 1986. La squadra di football ritornò brevemente per le stagioni 1996 e 1997 ma oggi usa l'impianto solo per alcune partite della regular season e per le partite in casa nei play-off. Lo stadio ha ospitato anche sei edizioni della Grey Cup (1977, 1979, 1981, 1985, 2001 e 2008). Lo stadio detiene il record del quinto posto per affluenza nella storia della CFL: 69.093 spettatori per la partita giocata il 6 settembre 1977 tra gli Alouettes ed i Toronto Argonauts.
Nel 1988 vi si giocò il Molson Challenge fra due squadre della NFL (i Cleveland Browns e i New York Jets), mentre altre due squadre della stessa lega (i New England Patriots e i Pittsburgh Steelers) vi giocarono nel 1990 un'edizione dell'American Bowl.
Nel 1991 e nel 1992 ospitò i Montreal Machine della WLAF. Il 6 giugno 1992 ospitò anche la seconda edizione della finale di tale lega, il World Bowl, nella quale i Sacramento Surge superarono gli Orlando Thunder per 21-17 davanti a 23.789 tifosi.

### Baseball

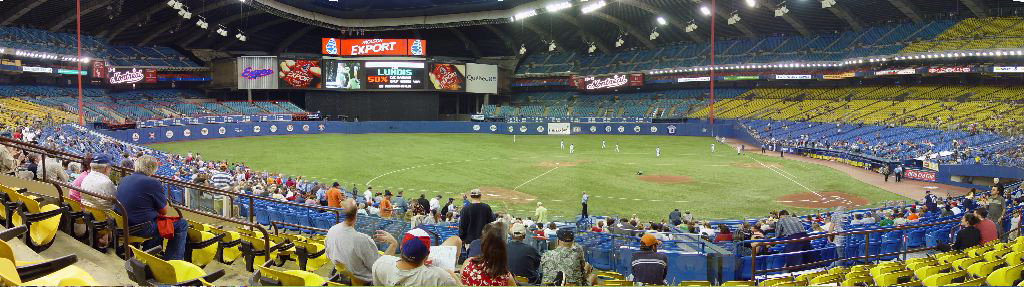
Lo Stadio durante una partita di baseball

Nel 1977 lo stadio divenne il campo per le partite in casa degli Expos de Montréal della Major League Baseball, 81 partite all'anno finché la franchigia non si spostò a Washington, D.C. dopo la stagione 2004. Il 14 aprile 1977 si giocò la prima partita di baseball nello stadio. Davanti a 57.592 gli Expos persero 7-2 contro i Philadelphia Phillies. Il punto più alto della storia degli Expos si ebbe ai play-off del 1981, quando persero la National League Championship Series contro i Los Angeles Dodgers: proprio nell'impianto di casa, il 19 ottobre 1981, gli Expos persero la decisiva quinta partita per 2-1, al nono inning su home-run di Rick Monday. Nel 1982 l'All-star game si giocò allo Stadio Olimpico davanti a 59.057 tifosi, record dello stadio per quanto riguarda il baseball. Prima della stagione 1992 venne fatta una revisione importante della configurazione dello stadio, portando i tifosi più vicino all'azione e riducendo la capienza a 46.000 posti. Il 29 settembre 2004 gli Expos giocarono la loro ultima partita a Montréal perdendo 9-1 contro i Florida Marlins davanti a 31.395 tifosi.
Il tetto è soltanto 53 metri al di sopra del campo di gioco. Di conseguenza un gran numero di "pop-up" e di fuori-campo lunghi hanno colpito il tetto, rendendo necessario verniciarvi delle linee arancioni per dividere le palle in uscite dal campo da quelle valide.

### Calcio
Lo stadio olimpico detiene il record per presenze di tifosi ad una partita di calcio in Canada. Alla finale di calcio delle Olimpiadi estive del 1976, 72.000 persone sono state testimoni della vittoria per 3-1 della Germania Est sulla Polonia.
Lo stadio ha fatto da casa anche alla squadra di calcio dei Montréal Manic dal 1981 al 1983. Una partita dei play-off del 1981 contro i Chicago Sting attrasse più di 58.000 spettatori.
Allo Stadio Olimpico si giocarono alcune partite del Campionato mondiale di calcio Under-20 del 2007, registrando due volte il "tutto-esaurito" da 55.800 tifosi. Le partite del torneo si disputarono su una superficie di Field Turf che venne installata proprio per quell'occasione.
Nel 2009 la LFP, la lega calcio francese, decise di far disputare nell'impianto l'edizione 2009 della Supercoppa di Francia.
Nel 2014 ha ospitato alcuni incontri del Campionato mondiale femminile Under 20 di calcio, e nell'estate dell'anno successivo nove incontri del mondiale femminile: sei nella fase a gironi, un ottavo di finale, un quarto di finale e una semifinale.
Dal 2012 viene occasionalmente utilizzato come impianto casalingo dalla squadra del Club de Foot Montréal, squadra iscritta alla MLS. Il record di spettatori per un incontro calcistico fra club appartiene alla finale di CONCACAF Champions League 2014-2015: 61.004 spettatori assistettero all'incontro fra l'Impact, come era denominata allora la squadra, e i messicani del Club América.
Lo Stadio Olimpico è uno degli impianti preselezionati per ospitare i mondiali del 2026, organizzati congiuntamente da Canada, Messico e Stati Uniti. Per questa occasione è previsto il rifacimento del tetto e l'installazione di una nuova superficie di gioco.

### Altro
L'11 settembre 1984 Papa Giovanni Paolo II ha partecipato ad un raduno dei giovani con un pubblico di circa 55.000 persone.
Nel 2005, la superficie di erba sintetica di tipo FieldTurf fu venduta per 1 milione di dollari canadesi al BC Place Stadium, stadio coperto con una cupola posto a Vancouver.
Recentemente è stato usato nel 2006 per le cerimonie di apertura e di chiusura della prima edizione dei World Outgames e viene usato regolarmente per l'evento principale del Black and Blue Festival, il Circuit-party gay più grande nel mondo.

## Trasporti
Lo stadio è direttamente collegato alla fermata metro Pie-IX della Linea 1 - Verde della Metropolitana di Montréal.

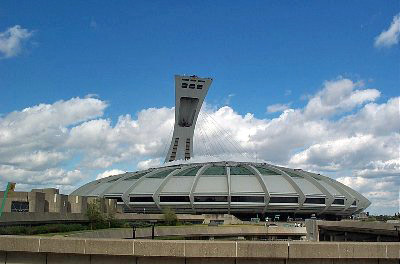
Lo stadio di Montréal

## Musica
Nel 1977, i Pink Floyd conclusero il loro Animals Tour proprio in questo stadio. Durante la performance, Roger Waters iniziò a cantare Pigs on the Wing ma venne interrotto da uno spettatore che fece esplodere un petardo vicino al palco. Lui smise di cantare e gridò: "Smettila di lanciare fuochi d'artificio e di gridare. Sto cercando di cantare una canzone".
(EN) "Oh, for fuck's sake. Stop letting off fireworks and shouting and screaming. I'm trying to sing a song".
Al che la folla esultò. Lui continuò: "Non mi interessa. Se non vuoi ascoltarla, beh, vaff***! Sono sicuro che c'è un sacco di gente qui che vuole ascoltarla. Quindi perché non te ne stai buono e tranquillo... Se vuoi sparare i tuoi fuochi d'artificio vattene fuori e falli esplodere là. E se vuoi metterti a urlare, va a farlo fuori, ma... Sto cercando di cantare una canzone che certa gente vuole ascoltare".
(EN) "I mean I don't care. If you don't wanna hear it, you know... Fuck you! I'm sure there's a lot of people here who do want to hear it. So why don't you just be quiet... If you wanna let your fireworks off, go outside and let them off out there. And if you wanna shout and scream and holler go and do it out there but... I'm trying to sing a song that some people want to listen to. I want to listen to it!"
E poi andò avanti con la canzone. La situazione continuò a degenerare e durante Pigs (Three Different Ones), Waters guardò incredulo un fan arrampicarsi sulla recinzione che separava il pubblico dal gruppo. Dalla repulsione, Waters sputò in faccia al fan. Verso la fine dello spettacolo il chitarrista e cantante dei Pink Floyd, David Gilmour, abbandonò il palco disgustato, evitando così il bis. In seguito, Waters si è rammaricato delle sue azioni, ed iniziò a lamentarsi per la separazione tra il pubblico e la band. Fu questo che fece venire a Waters l'idea del famoso album, acclamato dalla critica, The Wall. La band non suonò più in questo stadio fino al 1988, dopo che Waters lasciò il gruppo, nel tour di A Momentary Lapse of Reason. In quell'occasione, la performance non ha avuto problemi. In seguito i Pink Floyd tornarono nello stadio nel 1994 per il tour di The Division Bell.
Nel 1977 lo spettacolo venne pubblicato come bootleg, intitolato spiritosamente, Who Was Trained Not To Spit on the Fan ("Chi non si è esercitato a sputare sul fan"). Questo titolo deriva dal testo della canzone Dogs; il testo in realtà dice ""Who Was Trained Not To Spit in the Fan.""
Un mese più tardi, Emerson, Lake & Palmer registrarono e filmarono una performance dal vivo in questo stadio, con un'orchestra. Il tutto venne pubblicato nell'album Works Live; il video è intitolato Live at Olympic Stadium.
Quindici anni dopo, nel 1992, James Hetfield, cantante dei Metallica, si ustionò gravemente un braccio in un incidente pirotecnico che portò il gruppo a concludere anticipatamente il set. In seguito, anche i Guns N' Roses dovettero concludere anticipatamente il proprio concerto, quando il cantante Axl Rose, a seguito di problemi con l'impianto audio, cadde dal palco. Nello stadio scoppiò un tumulto, ci furono dozzine di feriti e la polizia di Montréal dovette calmare i fan arrabbiati.
Altri gruppi musicali hanno suonato in questo stadio, senza avere, però, incidenti. Tra questi The Rolling Stones, U2, AC/DC e Genesis.

## Cinema
Le scene che riguardano l'M&T Bank Stadium nel film Al vertice della tensione (2002) sono state registrate presso lo Stadio Olimpico.
Nel film Blades of Glory, la fiction sui XX Giochi olimpici invernali, le finali di Pattinaggio di figura a coppie si tenevano nello Stadio Olimpico, benché in realtà fossero state filmate nella Los Angeles Memorial Sports Arena. Il logo dei giochi era l'ascensore dello Stadio Olimpico.

## Galleria d'immagini

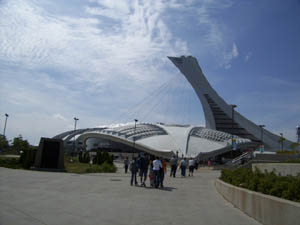
il Biodôme e lo Stadio Olimpico di Montréal.
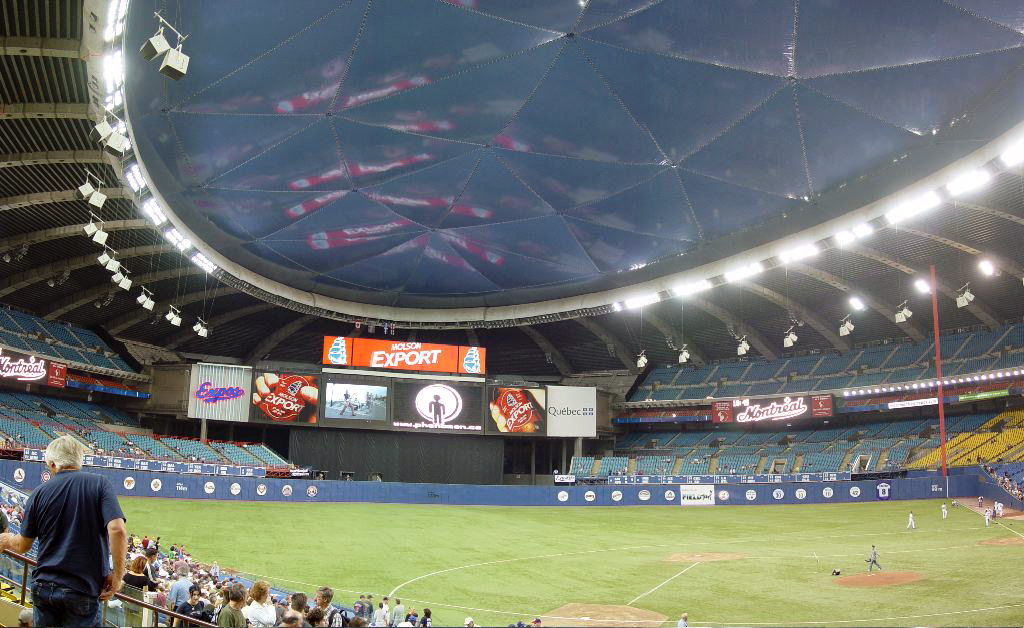
Lo Stadio Olimpico di Montréal.
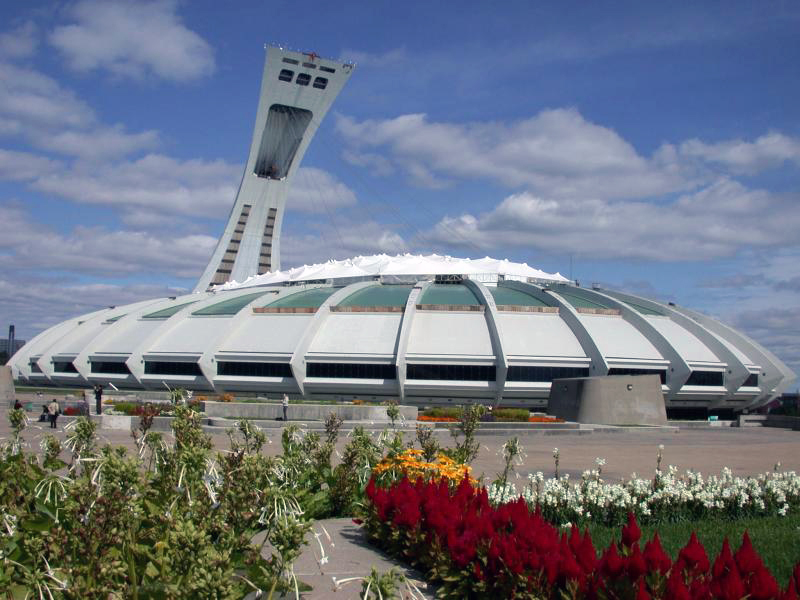
Lo Stadio Olimpico di Montréal.
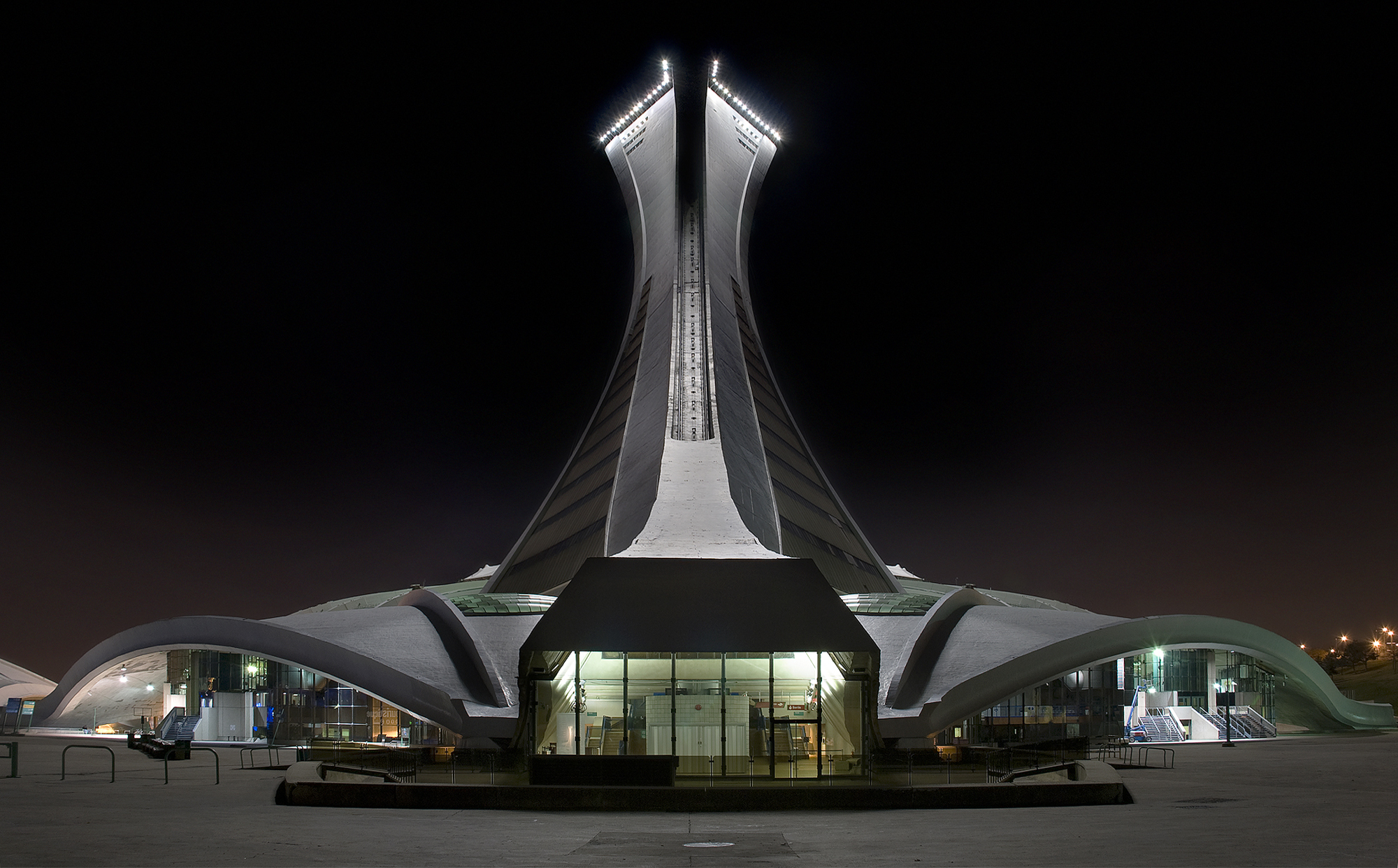
Stadio Olimpico di Montréal, Canada.
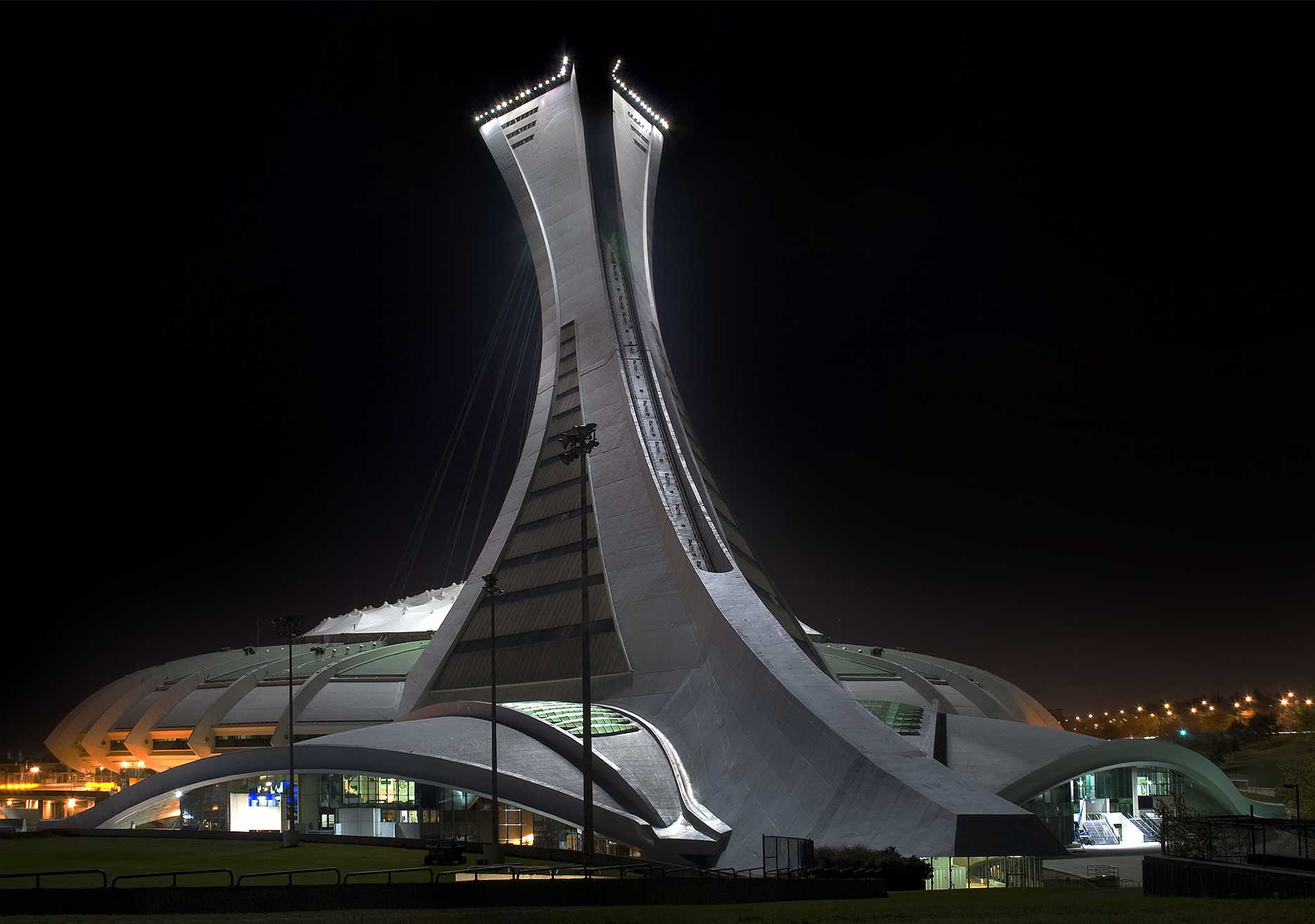
Stadio Olimpico di Montréal, Canada.
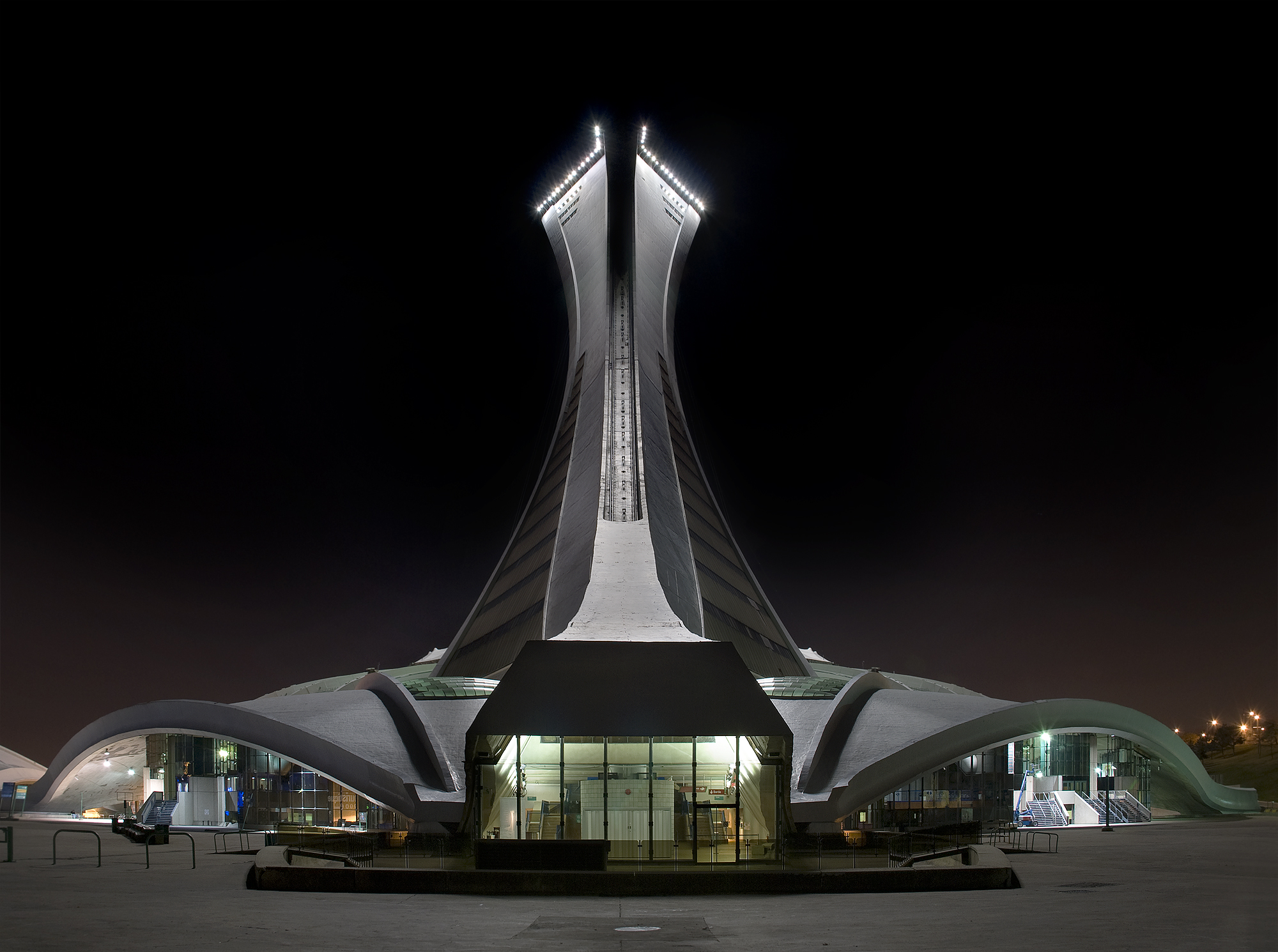
Stadio Olimpico di Montréal, Canada.
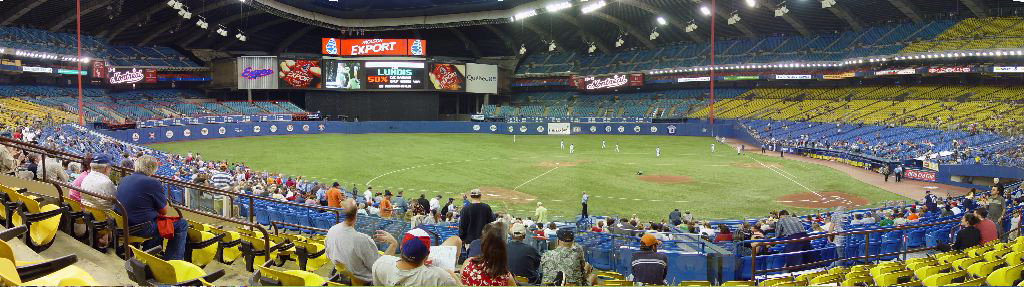
Stadio Olimpico di Montréal
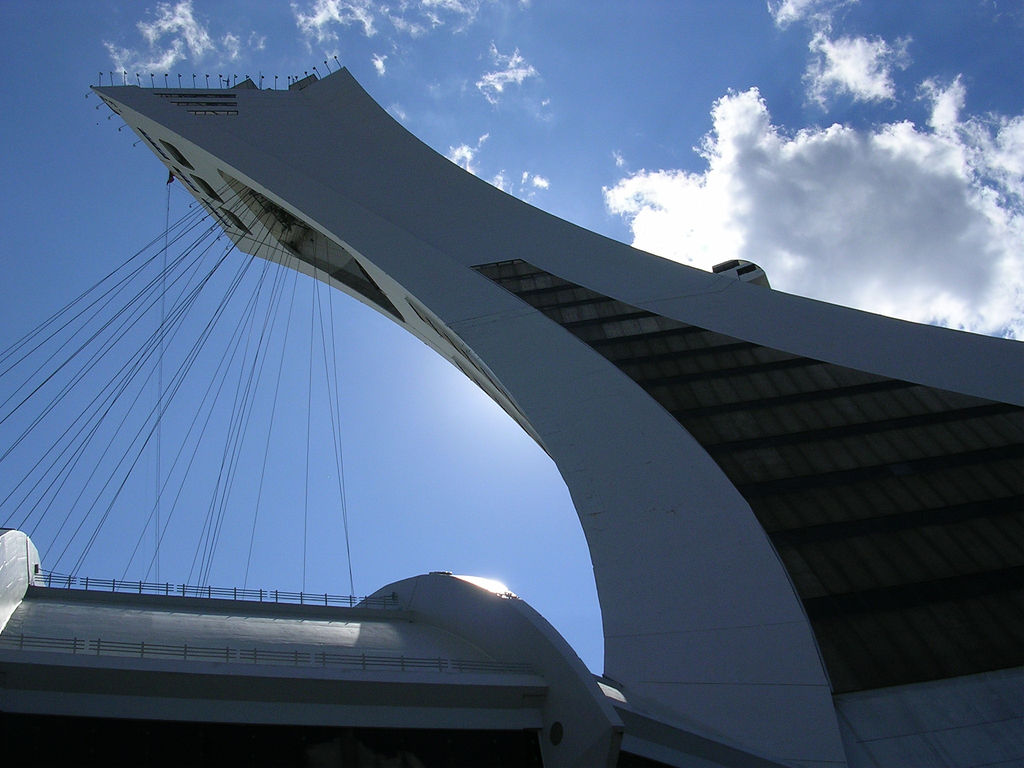
La torre dello Stadio Olimpico di Montréal.
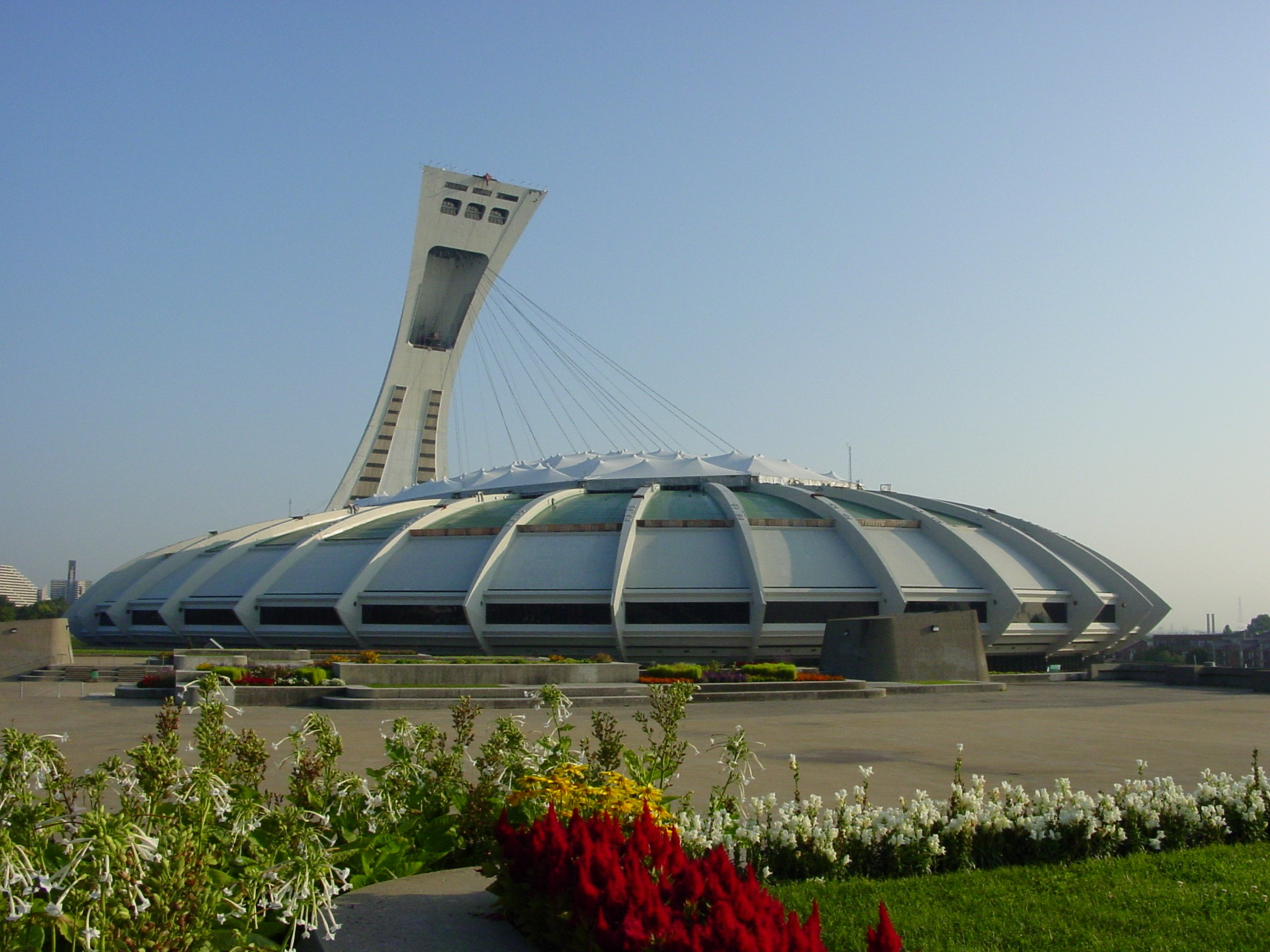
Stadio Olimpico di Montréal.
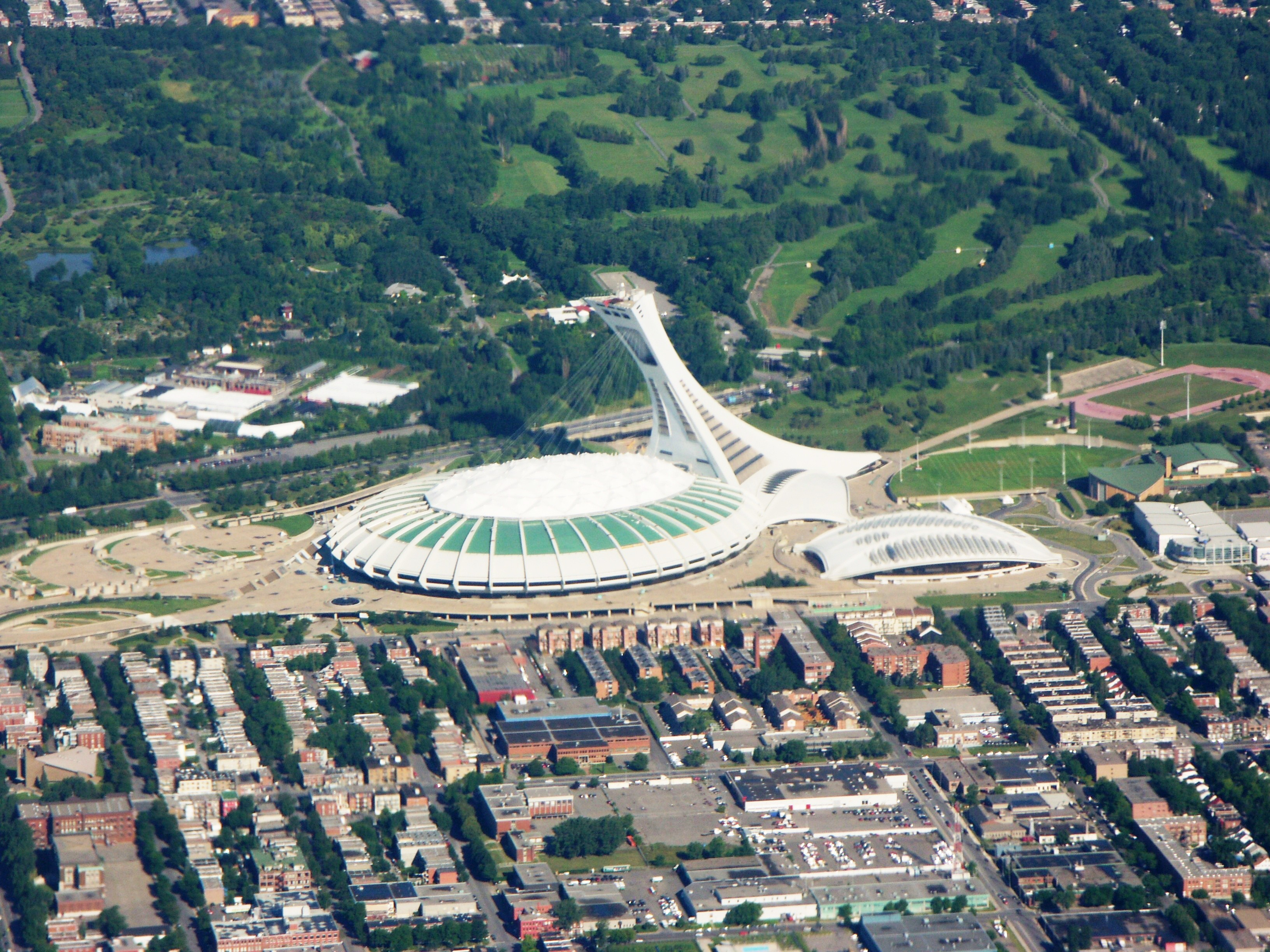
Lo Stadio Olimpico di Montréal dall'aereo - 2004.
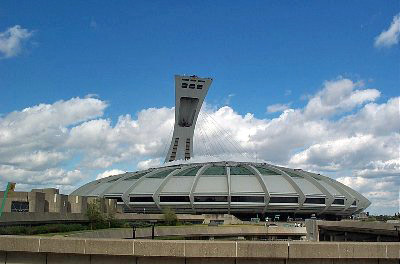
Lo Stadio Olimpico di Montréal.